# Adoretus pictipennis
Adoretus pictipennis är en skalbaggsart som beskrevs av Frey 1972. Adoretus pictipennis ingår i släktet Adoretus och familjen Rutelidae. Inga underarter finns listade i Catalogue of Life.